# Bạn trai tôi là người cá
Bạn trai tôi là người cá (tiếng Hàn: 돌연변이; Romaja: Dolyeon Byeoni; tiếng Anh: Collective Invention) là một bộ phim hài đen Hàn Quốc năm 2015 của đạo diễn Kwon Oh-kwang. Đó là một câu chuyện của một chàng trai người cá không may trở thành tâm điểm chú ý của dư luận, rồi bỗng chốc chìm vào vô danh. Bộ phim được trình chiếu trong phần mở đầu của Liên hoan phim quốc tế Toronto lần thứ 40.

## Cốt truyện
Trong một cuộc thử nghiệm sai lầm, một chàng trai không ngờ tác dụng phụ của thứ thuốc thử nghiệm này khiến anh ta đột biến thành người cá xấu xí. Khi cô bạn gái đăng tải câu chuyện của anh lên mạng xã hội, tình cờ một phóng viên trẻ đã khám phá ra tin tức thú vị này, đã bắt đầu đào bới và quyết tâm tìm ra sự thật về người cá đột biến.
Anh chàng Seo Sang-won xin làm phóng viên của đài ABS. Anh đến gặp cô gái tên Ju-jin để tìm hiểu về câu chuyện người cá mà cô đăng tải trên mạng. Ju-jin kể rằng cô từng hẹn hò với Park Gu, nhưng sau khi anh ta trở thành người cá và trốn khỏi Viện nghiên cứu Ganmi, cô đã bán anh ta lại cho cơ sở này. Sang-won và Ju-jin đóng giả người giao đồ ăn để vào Viện nghiên cứu Ganmi, phát hiện Gu đang bị giam giữ ở đây. Từ đó Gu trở thành một hiện tượng nổi tiếng, phần lớn mọi người đều thông cảm cho những người sinh viên như Gu chấp nhận làm thí nghiệm chỉ để đổi lấy số tiền ít ỏi. Sếp của Sang-won bảo anh tiếp tục ở gần Gu để lấy tin và không được cho ai biết anh là phóng viên.
Gu về gặp ông Park - bố của anh, người cảm thấy khó chịu khi con trai mình giờ đây đã thay hình đổi dạng. Nhóm của Gu liên hệ luật sư Kim Tae-gon để chuẩn bị kiện Tiến sĩ Byun - người đã biến Gu thành người cá. Tiến sĩ Byun chia sẻ rằng ông tạo ra chất đạm mới nhằm mục đích kết thúc nạn đói của thế giới. Sang-won và Ju-jin lên kế hoạch gặp riêng Byun để phỏng vấn ông nhưng thất bại. Nhóm của Gu tìm đến một hội nhóm tôn giáo để họ "làm phép" cho Gu, nhưng sau đó ông Park nổi giận đấm gã linh mục. Ông Park xảy ra mâu thuẫn với Ju-jin nên đã xua đuổi cô. Một số người dân Hàn Quốc yêu thích Gu nhưng cũng có một số người khác căm ghét anh, xem anh như quái vật, dẫn đến những cuộc bạo động trên đường phố. Gu buồn bã bỏ đi biệt tăm. Sếp của Sang-won yêu cầu anh rút ra khỏi vụ của Gu, tuy nhiên những đoạn phim tài liệu của anh bị một nhóm đồng nghiệp lấy sạch.
Gu đồng ý trở lại Viện nghiên cứu Ganmi để tiếp tục làm thí nghiệm. Cuộc thí nghiệm thất bại khiến Gu qua đời, tro cốt của anh được ông Park rải ra biển. Một phiên tòa mới được diễn ra, Byun lãnh án bảy năm tù vì sự cẩu thả của ông. Sang-won được trở thành phóng viên toàn thời gian của ABS, Ju-jin trở thành công chức nhà nước, luật sư Kim trở thành chính trị gia, còn ông Park từ bỏ việc nghỉ hưu để tình nguyện tiếp tục làm việc cho đất nước.
Năm năm sau, Sang-won xem một bức ảnh bờ biển mà Ju-jin đưa cho anh thì thấy bàn tay của Gu xuất hiện trong ảnh. Sang-won ghé thăm Byun trong tù, hỏi ông ta có phải là Gu vẫn còn sống. Byun tiết lộ rằng ông đã làm giả cái chết của Gu, thực ra là ông đã bí mật cho anh ta ra biển, đúng như mong muốn của anh ta là "được sống như một con cá". Khi Sang-won về đến đài ABS, Ju-jin đưa cho anh thêm một cuộn băng về chuyến đi lặn biển của cô, anh xem qua thì thấy một người đầu cá đang bơi ở xa, đó chính là Gu. Sang-won tuyên bố nghỉ việc với sếp của mình và vui vẻ bước ra khỏi đài ABS. Bộ phim kết thúc với cảnh Gu bơi lội dưới biển.

## Diễn viên
- Lee Kwang-soo vai Park Gu
- Lee Chun-hee vai Seo Sang-won
- Park Bo-young vai Ju-jin
- Jang Gwang vai Bố của Gu
- Lee Byung-joon vai Tiến sĩ Byun
- Kim Hee-won vai Luật sư Kim Tae-gon
- Jung In-gi vai Dong-sik
- Choi Ji-ho vai Trợ lý giám đốc
- Im Seong-mi vai Trợ lý Jeon Go-woo
- Myung Kye-nam vai Giám đốc
- Oh Chang-kyeong vai Mục sư Pseudo

## Đánh giá
Phim đứng thứ năm sau tuần công chiếu đầu tiên với 578 tỷ won.

## Giải thưởng và đề cử
| Năm  | Giải thưởng                | Hạng mục                                      | Đối tượng đề cử | Kết quả |
| ---- | -------------------------- | --------------------------------------------- | --------------- | ------- |
| 2016 | 3rd Wildflower Film Awards | Đạo diễn mới xuất sắc nhất (phim tường thuật) | Kwon Oh-kwang   | Đề cử   |